# Коломойцев-Рибалка Валерій Едуардович
Валерій Едуардович Коломойцев-Рибалка (нар. 28 листопада 1964, місто Луганськ — 2009) — український політик. Народний депутат України 2-го і З-го скликань. Доктор економічних наук.

## Життєпис
Народився 28 листопада 1964року, в Луганську.
Закінчив Луганський машинобудівний інститут (1990), інженер-механік; кандидатська дисертація «Приватизація та пріоритетні напрямки іноземного інвестування»; докторська дисертація «Структурна трансформація промислового комплексу України» (1997).

## Кар'єра
У 1982—1983 роках — водій Ворошиловградського верстатобудівного заводу.
З 1983 року — студент факультету космонавтики Московського авіаційного інституту. У 1985—1986 роках — служба в Радянській армії, навчання в інституті.
З 1986 — кор. багатотиражної газети «Жовтневий гудок» виробничого об'єднання «Ворошиловградтепловоз»; кореспондент Ворошиловградської обласної газети «Молодогвардієць».
У 1988—1989 роках — складальник портретів комбінату побутового обслуговування міста Красний Луч Ворошиловградської області.
З 1989 року — заступник директора виробничої фірми «Політінформ»; директор відеостудії «Імпульс».
З січня 1990 року — директор молодіжного науково-виробничого підприємства «Енергія»; директор МП «Суверенна Україна»; інженер Луганського обласного вузла спецзв'язку.
З 1992 року — директор МП «СПІН», директор адвокатського бюро «Коломойцев-Рибалка та партнери».

## Політична діяльність
Позаштатний радник Президента України з питань приватизації та інвестицій (10.1996-05.1999).
Народний депутат України 2-го склик. з 04.1994 (2-й тур) до 04.1998, Ленінський виборчий округ № 239, Луганська область Голен підкомітету з питань розрахунків і діяльності комерційних банків Ком-ту з питань фінансів і банк. діяльності. Член групи «Конституційний центр», член групи «Незалежні». На час виборів: МПП «СПІН», ген. дир.
Народний депутат України 3-го склик. 03.1998-04.2002, виборчий округ № 106, Луганська область На час виборів: народний депутат України. Член групи «Незалежні» (07.-10.1998), член фракції СелПУ (10.1998-02.2000; уповноваж. пред.); заст. гол. Ком-ту з питань бюджету (з 07.1998).
04.2002 — кандидат в народні депутати України, виборчий округ № 107, Луганська область, самовисування. На час виборів: народний депутат України. Знятий з реєстрації. .07.2002 — кандидат в народні депутати України, виборчий округ № 18, Вінн. область, самовисування. На час виборів: пров.н.п. Інституту економіки НАН України. Знятий з реєстрації.
03.2006 кандидат в народні депутати України від Блоку НДП, № 21 в списку. На час виборів: директор адвокатського бюро «Коломойцев-Рибалка та партнери», безпартійний.
Член Національної спілки журналістів України. Заслужений економіст України (.08.1998).

## Родина
Батько Едуард Миколайович — військовослужбовець; 
Мати Євдокія Григорівна — вчителька; 
Дружина Тетяна Анатоліївна (1967) — економістка; 
Син Євген (1992).